# Pargnan
Pargnan est une commune française située dans le département de l'Aisne, en région Hauts-de-France.

## Géographie

### Localisation
Dressée sur le versant sud du plateau septentrional axonais, elle domine l'Aisne et la plaine-vallée qui s'étale à son pied à hauteur de Maizy, Oeuilly, Villers-en-Prayers.

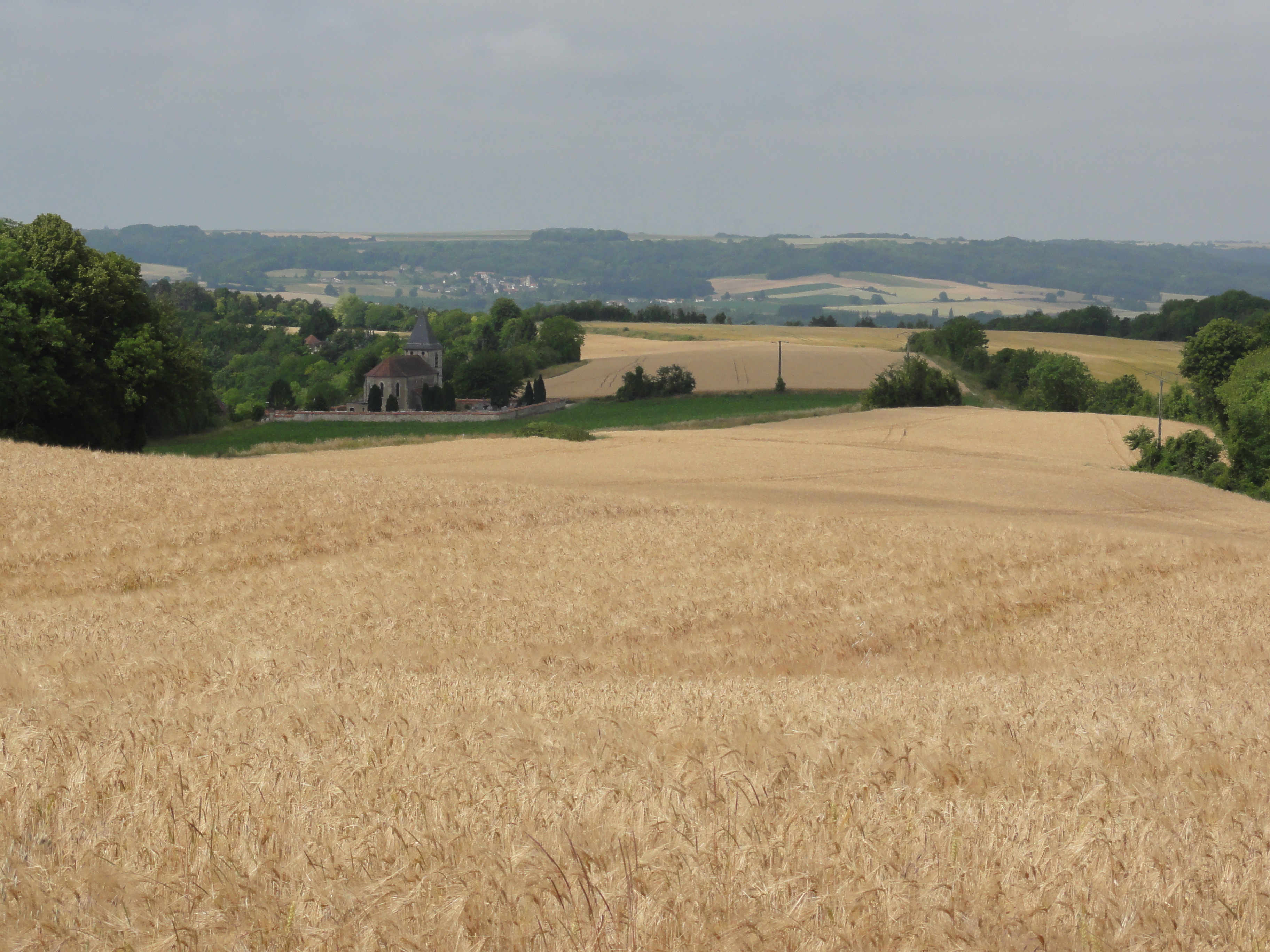
Paysage avec vue sur l'église de Pargnan.
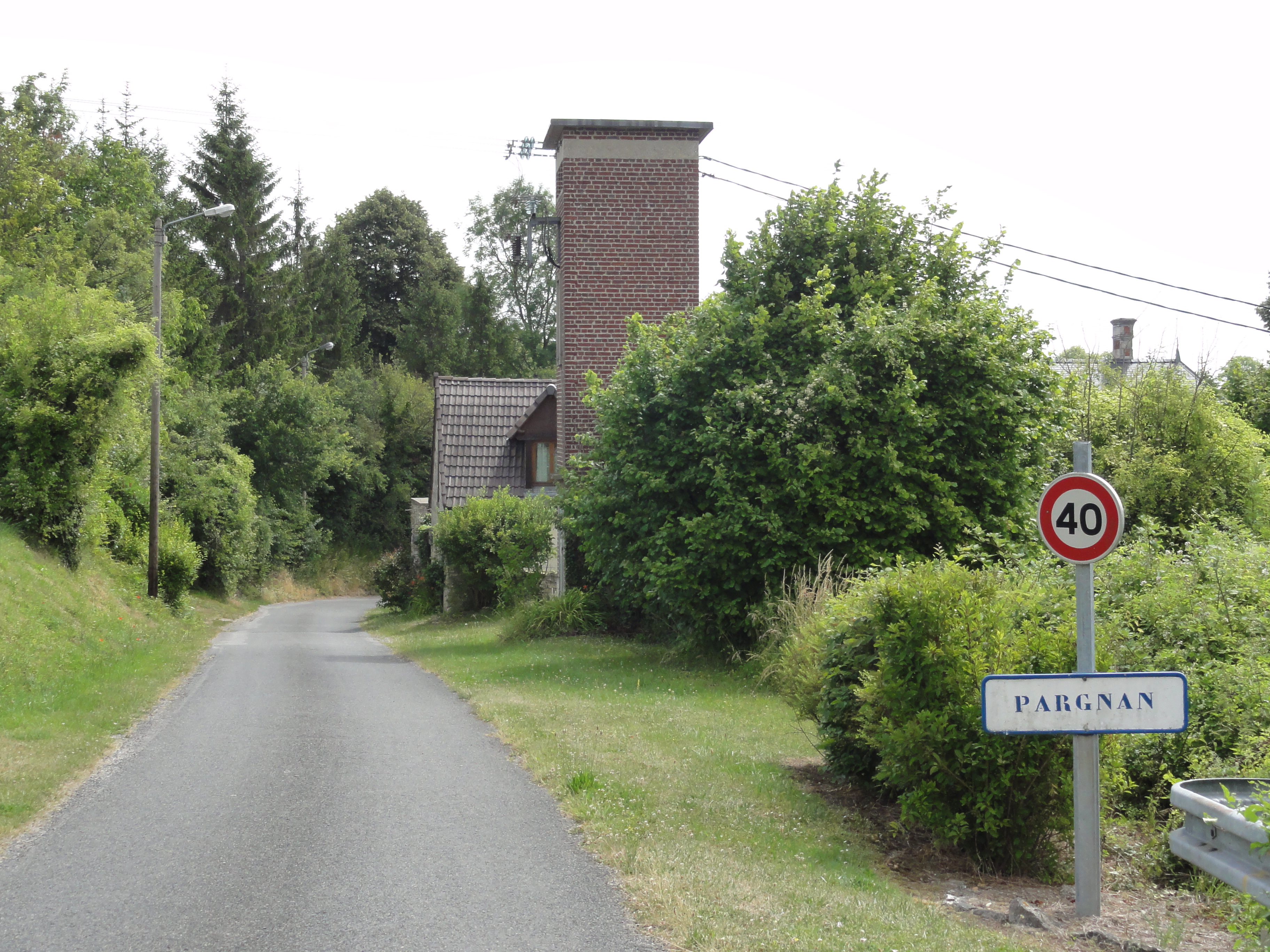
Entrée de Pargnan.

### Hydrographie

#### Réseau hydrographique
La commune est située dans le bassin Seine-Normandie. Elle est drainée par l'Aisne,.
L'Aisne est un  cours d'eau naturel navigable de 256 km de longueur, traversant les cinq départements Meuse, Marne, Ardennes, Aisne, Oise. Elle est un affluent de rive gauche de l'Oise, ce qui fait d'elle un sous-affluent de la Seine.

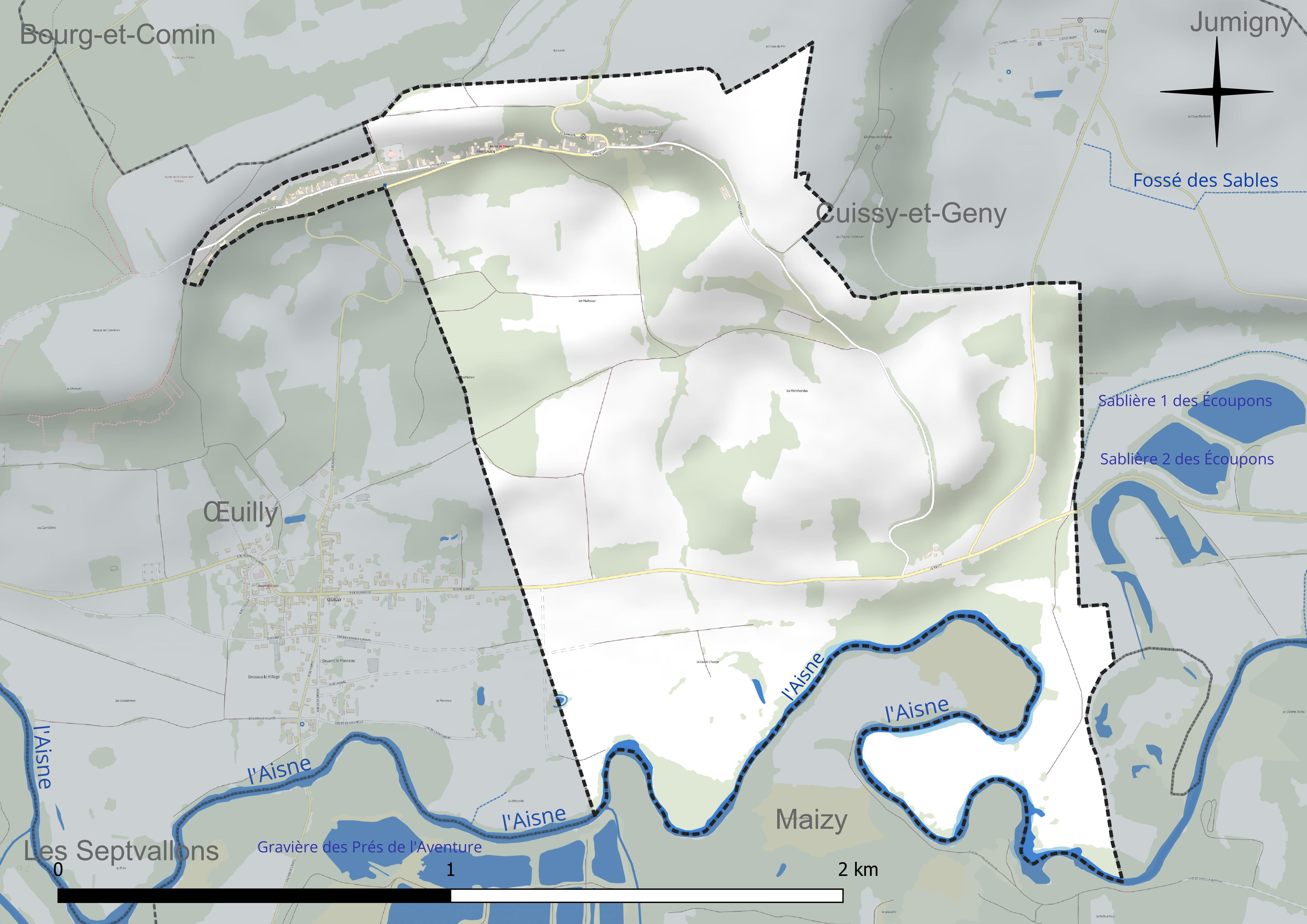
Réseau hydrographique de Pargnan.

#### Gestion et qualité des eaux
Le territoire communal est couvert par le schéma d'aménagement et de gestion des eaux (SAGE) « Aisne Vesle Suippe ». Ce document de planification, dont le territoire s'étend sur 3 096 km2 répartis sur trois départements (Aisne, Marne et Ardennes) et deux régions (Champagne-Ardenne et Picardie), a été approuvé le 16 décembre 2013. La structure porteuse de l'élaboration et de la mise en œuvre est le Syndicat d'aménagement des bassins Aisne Vesle Suippe (SIABAVES).
La qualité des cours d'eau peut être consultée sur un site dédié géré par les agences de l'eau et l'Agence française pour la biodiversité.

### Climat
Pour des articles plus généraux, voir Climat des Hauts-de-France et Climat de l'Aisne.
En 2010, le climat de la commune est de type climat océanique dégradé des plaines du Centre et du Nord, selon une étude du CNRS s'appuyant sur une série de données couvrant la période 1971-2000. En 2020, Météo-France publie une typologie des climats de la France métropolitaine dans laquelle la commune est exposée à un climat océanique altéré et est dans la région climatique Nord-est du bassin Parisien, caractérisée par un ensoleillement médiocre, une pluviométrie moyenne régulièrement répartie au cours de l'année et un hiver froid (3 °C).
Pour la période 1971-2000, la température annuelle moyenne est de 10,3 °C, avec une amplitude thermique annuelle de 15,5 °C. Le cumul annuel moyen de précipitations est de 785 mm, avec 13,2 jours de précipitations en janvier et 8,5 jours en juillet. Pour la période 1991-2020, la température moyenne annuelle observée sur la station météorologique la plus proche, située sur la commune de Martigny-Courpierre à 10 km à vol d'oiseau, est de 10,7 °C et le cumul annuel moyen de précipitations est de 734,4 mm,. Pour l'avenir, les paramètres climatiques de la commune estimés pour 2050 selon différents scénarios d'émission de gaz à effet de serre sont consultables sur un site dédié publié par Météo-France en novembre 2022.

## Urbanisme

### Typologie
Au 1er janvier 2024, Pargnan est catégorisée commune rurale à habitat très dispersé, selon la nouvelle grille communale de densité à 7 niveaux définie par l'Insee en 2022.
Elle est située hors unité urbaine. Par ailleurs la commune fait partie de l'aire d'attraction de Reims, dont elle est une commune de la couronne,. Cette aire, qui regroupe 294 communes, est catégorisée dans les aires de 200 000 à moins de 700 000 habitants,.

### Occupation des sols
L'occupation des sols de la commune, telle qu'elle ressort de la base de données européenne d'occupation biophysique des sols Corine Land Cover (CLC), est marquée par l'importance des territoires agricoles (92,3 % en 2018), une proportion identique à celle de 1990 (92,3 %). La répartition détaillée en 2018 est la suivante : 
terres arables (52,7 %), zones agricoles hétérogènes (26,8 %), prairies (12,8 %), forêts (7,7 %).
L'évolution de l'occupation des sols de la commune et de ses infrastructures peut être observée sur les différentes représentations cartographiques du territoire : la carte de Cassini (XVIIIe siècle), la carte d'état-major (1820-1866) et les cartes ou photos aériennes de l'IGN pour la période actuelle (1950 à aujourd'hui).

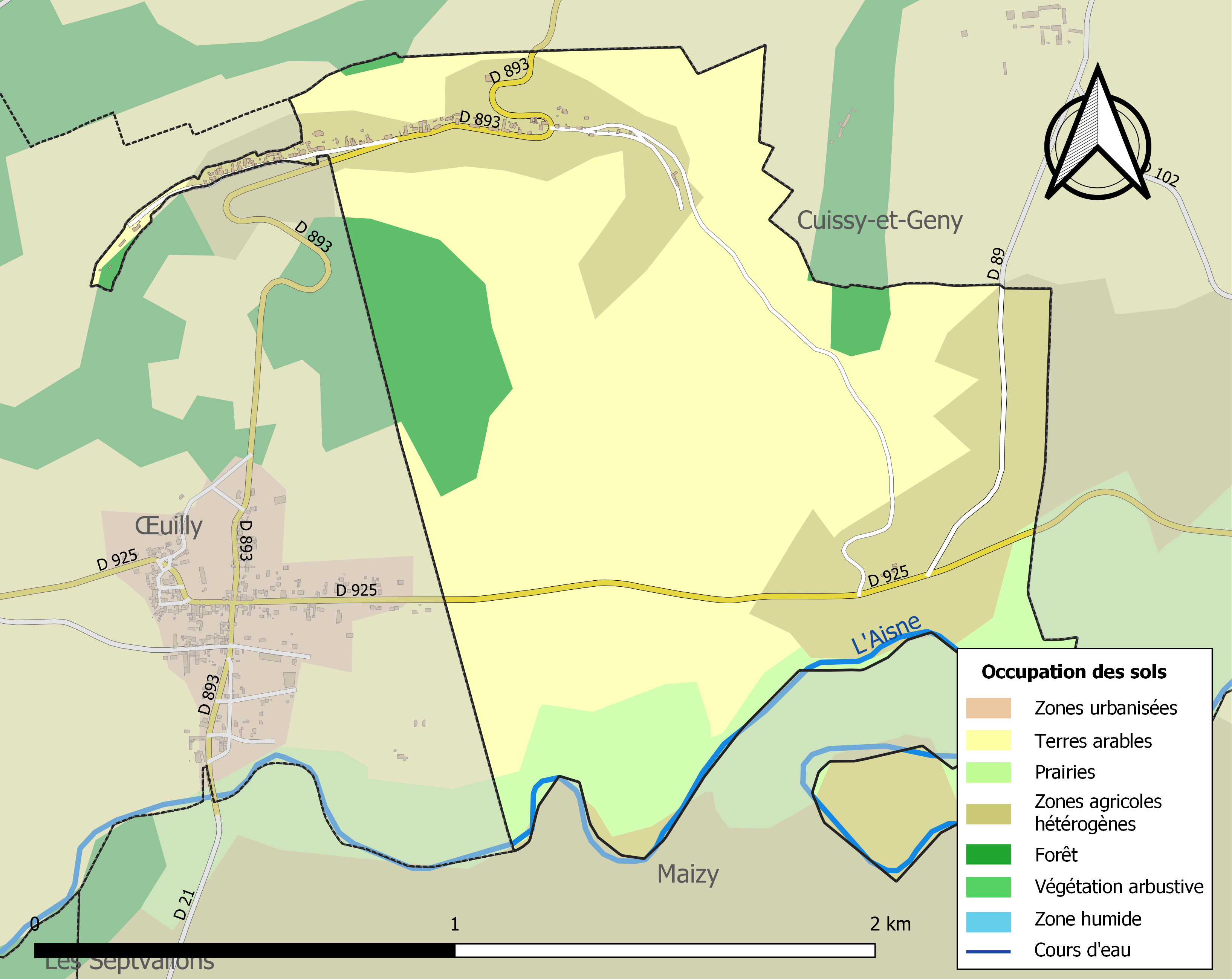
Carte de l'occupation des sols de la commune en 2018 (CLC).

## Toponymie
Le nom de la localité est attesté sous les formes Pargnant (1225) ; Parignant (1233) ; Parrochia de Parnant, de Geny et de Willi (1234) ; Leprosaria de Pargnan (1243) ; Pairgnant (XIIIe siècle) ; Pernant (1353) ; Pargniant (1606) ; Sainct-Remy-de-Pargnant (1690) ; Pargnant-en-Vermandois (1706).

## De l'histoire et des hommes
Le village, un vendangeoir, à peine plus qu'un hameau, s'inscrit dans le triangle historique  des pouvoirs royaux mérovingiens, carolingiens et  capétiens, entre Soissons, Laon et Reims.
En 1231 Parnant forme une seule paroisse avec Geny et Willi (Œilly), laquelle se rattache au chapitre de la cathédrale de Laon.
Mais l'on peut selon toute vraisemblance, vu les creutes qui parsèment le village troglodyte, vu son exposition plein sud, subodorer que ce lieu fut habité de longue date. Ces coteaux ont dû voir passer les huit légions de Jules César traversant l'Aisne, depuis Berry-au-Bac, passant par Pontavaire jusqu'à Ully et peut-être Sermoises, alliées aux réémis pour batailler contre les peuples de la Gaule belge notamment les Suessiones qui résistent encore et qui furent vaincues en 57 av. J.-C..

### Un village typique du Laonnois
Trois caractéristiques typiques d'un village laonnois méritent d'être citées :
Ce village, à l'image des fiefs très mouvants du Laonnois féodal, a été tour à tour partagé entre plusieurs allégeances et soumis à plusieurs suzerainetés : du roi (Tour de Laon), de seigneurs vassaux des comtés de Roucy et/ou du Vermandois, ou encore des seigneuries ecclésiastiques (tour à tour abbaye de Soissons, chapitre cathédral de Laon, duché-pairie de Laon). 
Pargnan est  divisée  dès le XIVe siècle (1390) entre deux coutumes et deux bailliages : celui du Vermandois et celui de Vitry-le-François survivance de l'ancien comté de Champagne. Côté vermandois, à l'ouest, il appartient au fief et à la seigneurie d'Oeuilly et Pargnan-en-Vermandois dont la mouvance relève de la grosse tour de Laon. Côté Vitry (est), Pargnan-en-Vitry est tenu par le  seigneur de Roucy (XIVe siècle). Seigneur d'Ully et comte de Roucy se disputent cette terre. En 1601 la comtesse de Roucy fait une saisie féodale de la seigneurie d'Ully et Pargnan-en-Vermandois. Le conflit se dénouera l'année suivante, en 1602, quand le prévôt de Cerny - juridiction  dont dépendait Pargnan - tracera la frontière entre les deux coutumes au moyen de deux bornes « au-dessous(…) et derrière l'église Saint-Rémy », bornes aujourd'hui disparues. La ruelle qui débouche entre le 24 et le 26 de la rue Principale en est probablement l'unique trace restante.
Pargnan a été une commune libre, un très cours laps de temps, et témoigne du mouvement communal du Laonnois aux XIIe et XIIIe siècles animé par ses habitants qui cherchent à se libérer des servitudes féodales et du carcan seigneurial afin d'exercer librement leurs activités et être placés sous la seule juridiction du roi.
Résumons :
En 850, le fief et seigneurie  d'Oeuilly, Pargnan et Molinchard sont une possession de l'abbaye royale Notre-Dame de Soissons.
En 1147, l'abbaye transporte par acensement aux habitants d'Œuilly et Pargnan la haute et basse justice, fours et pressoirs banaux, cens et revenus en blés, avoine, vinage et revenus des prés ainsi que tout son domaine, cela moyennant un  surcens annuel perpétuel de 70 livres p..
Et en 1231, Pargnan et Oeuilly demandent à être rattachées à la commune royale fédérative de Cerny-en-Laonnois, avec Comin (intégrée depuis 1181). Leurs gens ont peut-être participé à la bataille de Bouvines (1214) avec les gens de  Vailly, de Bruyère, de Laon  ou de Soissons se gagnant ainsi, la reconnaissance et la faveur du roi : conduits par Robert de Chatillon, les communiers participent à la victoire de Philippe II Auguste (1180-1223) contre l'empereur Othon IV.
Or la juridiction des communes a pour principal adversaire en Laonnois les seigneuries ecclésiastiques dont elle amoindrit l'autorité et porte atteinte aux droits. Les rois Louis VI (1108-1137) comme Philippe-Auguste ou encore Louis IX dit Saint Louis (1226-1270) pour leur part chercheront ici ou là, à limiter les prétentions des baronnies féodales ou à ménager des susceptibilités religieuses. Tour à tour ils accordent, confirment ou annulent les chartes communales par exemple celle de Laon en 1188, de Beauvais (1232). Voyant Pargnan échapper à sa suzeraineté, la duché-pairie de Laon va négocier avec succès, le retour de Pargnan dans son giron.

### Ah le petit vin blanc de Pargnan!
Pargnan fut une commune vignolle. En effet Laon, florissante au XIIe siècle, est une capitale du vin avec ses deux foires annuelles. Les vins du Laonnois rivalisent alors avec ceux de Bourgogne ou de Gironde. Ils sont servis à la table des rois, de Philippe-Auguste à Philippe le Bel.
Les vins du Laonnois sont excellents… dans les caves de Laon mais ont du mal à se soutenir dès qu'on les transporte : ils perdent de leur « force » !
Et l'intendant de Soissons remarque dans un mémoire de 1698 que pour…« (les) soutenir (…) la méthode observée à Cuissy et Pargnan produit des vins que toute la Flandre estime autant que ceux de Bourgogne et de Champagne. Les vins de Cuissy et de Pargnan sont en effet fournis à grand débit et acheminés vers la Flandre et le Hainaut, pays avec lesquels les échanges furent constants et réguliers depuis les temps carolingiens.
Le terroir de Pargnan jouxte celui de l'abbaye de Cuissy fondée en 1117, et a pu profiter du savoir-faire des religieux et élever un vin dont le chroniqueur axois Edouard Fleury gardait encore le souvenir en 1873 dans son livre sur les vignobles et les vins du Laonnois des années 1850 : « Pargnan fabriquait un vin admirable de ton, de parfum et de coloration aussi ambrée que les vins blancs de Gironde. » E. Fleury regrette alors la disparition de ce vignoble depuis plus de 20 ans devant « l'inconstance de nos printemps » et leurs gelées tardives, devant les ravages du « hanneton qui détruit tous les jeunes plants».
En ce qui concerne les vins rouges, il convient de souligner qu'ils étaient moins prisés quoique de qualité :  « … Pargnant, Vassogne, Jumigny, Craonne et Craonnelle fournissent  des vins rouges légers et délicats assez spiritueux » meilleurs que ceux des autres terroirs du Laonnois. Néanmoins quand ils sont classés en 1816 par A. Jullien dans sa topographie des vignobles , ce n'est qu'en 5e classe des vins de France comme des vins d'ordinaire de 2de qualité, destinés (...) à des gens aisés (...) pouvant se boire quotidiennement. 
Pargnan aurait possédé jusqu'à six pressoirs dont on trouve encore des traces dans sa toponymie notamment au lieu-dit les Pressoirs Rouges – qui couvre les parcelles de l'église et son cimetière ainsi que les deux maisons au-dessous. La première maison seigneuriale – ayant appartenu aux sires de Coucy de 1390 abritait également son  pressoir.

### ...Deux seigneurs et deux maires
Pargnan fait partie de ces terres à clocher dont la liste est dressée en 1788 à la veille de la Révolution.  Maxime de Sars rappelle que ces fiefs possèdent la plénitude des droits seigneuriaux et ceux honorifiques dans l'église paroissiale. Aussi  les cahiers de doléances de la Révolution témoignent des nécessités des habitants des communes vignolles comme Craonne, Beaurieux et Pargnan  lesquelles s'accordent à demander  la fin de privilèges et de corvées : la suppression de la taille, des aides, gabelle et du 20e (de l'époque), l'imposition des terres du clergé et de la noblesse sans distinction d'états, leur contribution aux travaux et œuvre publiques. Ils demandent, entre autres, la faculté de convertir les corvées de voiture par une redevance en grains et les corvées à bras en argent, équivalent à deux journées de travail au taux du pays.
À la Révolution, Pargnan abritera deux seigneurs et deux maires : Joseph Chardon de la Barre 14e seigneur de Pargnan en Vitry – agent de la commune de 1796 à 1800 puis maire de 1800 à 1807 et Charles Nicolas Christophe de Bignicourt de Chambly (+1805) dont le fils Jean Gabriel Henri Christophe (+ 1831) sera élu maire d'Oeuilly le 2 février 1790. Le père, toujours, rachètera à la suite de l'émigration de son fils le domaine et château d'Oeuilly en échange de 200 000 livres en assignats. Son petit-fils sera maire d'Oeuilly (+1873).

### ...des troglodytes
On ne peut enfin parler de Pargnan sans évoquer les conséquences de sa géologie qui en font un village troglodyte comme  nombre des villages alentour. Son sol est formé de pierres calcaires dures ou tendres formés durant l'ère tertiaire, reposant sur un plateau calcaire de l'éocène nummulitique et cérithique.
La dispute entre seigneurs de Roucy et d'Oeuilly qui s'accorderont sur le bornage de 1602 a probablement pour enjeu les bénéfices des différents fiefs : d'une part les droits d'exploitation des sablonnières et carrières par exemple celle baptisée - après 1918 - la Chaouïa et d'autre part les droits de levage des vins, de pressage aux vendangeoirs  de Pargnan. Oeuilly et son seigneur ayant en propre les droits de pêche et de nacelle sur la rivière de l'Aisne. Un accord s'est réalisé au cours du temps pour que chaque village « ait sa gravière » et donc accès à l'Aisne, ainsi s'explique ce découpage étroit des villages, qui s'étendent entre collines et rivières.
Gérard Lachaux dans son livre sur les creutes évoque aussi la destinée de ces habitants du Laonnois accrochés à ces coteaux et vivant du travail de ses carriers, vignerons ou laboureurs. Traversés par tant d'invasions, dévastés par tant d'ost, d'armées, de belligérants les habitants de Pargnan comme dans tout le Laonnois ont pu trouver refuge  dans les carrières tout au long de leur histoire : depuis les invasions  danoises et autres  normandes des VIIIe et IXe siècles, ou celle des Teutons et Espagnols du Saint Empire germanique en passant par les ravages causés par les Anglois dans la région en 1359 qui reviendront en 1420 disputant et prenant le contrôle de plusieurs villes du Laonnois et du Rémois. Entretemps la guerre entre Armagnacs et Bourguignons a continué de ravager le Laonnois et le Soissonnais. Après les guerres dynastiques anglo-françaises, ce sont les guerres franco-italiennes puis de religion qui au XVIe poursuivront le cortège de malheurs et de dévastations pour les habitants.
En 1760, si les familles nobles et bourgeoises habitent des maisons, les vignerons et manouvriers sont plus nombreux encore à habiter les creutes, ces grottes dont quelques-unes sont toujours visibles pour le promeneur du XXIe siècle, aux extrémités Est et Ouest de la rue Principale (1760 : 311 habitants – 79 feux). 
Autant de calamités ont conduit les Pargnanais à intégrer étables, porcheries, écuries dans leurs grottes, et l'on peut encore  voir dans certaines maisons des auges et autres mangeoires adaptées aux différentes hauteurs d'animaux ! En 1884, Pargnan  comptait  dix-sept hongres, sept juments, seize ânes et douze ânesses, vingt sept vaches et vingt deux chèvres et trente cinq ports : de quoi nourrir, en cas de guerre, une population de 68 ménages et ses 200 habitants. Il ne manquait que les abeilles aucune ruche prend le soin de noter l'instituteur de 1884 dans sa monographie !

### ...et des Prussiens
En 1870, le village de Pargnan sera occupé lors de la guerre franco-prussienne ; le montant des contributions et réquisitions versées aux autorités occupantes, sont estimées alors à 5 337 francs. 
Durant la guerre de 1914-1918, Pargnan, comme Glennes ou Maizy, sera un cantonnement de rafraichissement des bataillons et des régiments qui se succèdent sur la ligne de front qui s'installe sur le Chemin des Dames, et au-delà : depuis Berry-au-Bac à la Ferme d'Heurtebize et le plateau de Vauclerc jusqu'à la Malmaison. Le village en garde des traces : à l'ouest avec la caverne de la Chaouïa occupée par des régiments coloniaux, ou dans la champignonnière de Pargnan ou encore cette  trace des gens de Bigorre, du Béarn ou de Navarre dont les régiments ont combattu deux ans de suite au Chemin des Dames, ainsi qu'en témoigne l'inscription sur la dernière maison de Pargnan y conduisant. C'est la trace de la veille d'un soldat du 12e RI d'Ossun, un jour et une nuit de novembre 1915 : Joseph Menginou - soldat de 2de classe 1er bataillon du 12e RI d'Ossun.

### Fusillés pour l'exemple
Sur les 74 fusillés en France pour désobéissance militaire en 1917, un des épisodes se termine tragiquement à l'est de Pargnan, le long d'un talus : Albert Truton (1885–1917) est un agriculteur devenu caporal en 1916 et décoré de la Croix de guerre. Il a combattu lors de  l'offensive sur Saint-Quentin fin mars 1917 puis participé aux combats du Chemin des Dames (avril, mai) près de la Caverne du Dragon (fin mai). Les pertes sont terribles. Le soir du 6 juin, alors qu'ils sont stationnés dans une carrière à Pargnan, les soldats du 75e refusent l'ordre de remonter au front. Vers 22 heures, ils barrent l'entrée de la « creute » (grotte) avec un gros récipient en fer. Truton, qui avait peut-être un peu bu, comme les autres, fait la forte tête. À 2 heures, les hommes acceptent finalement d'y retourner. Cependant, pour Albert, la guerre s'arrêtera là. Le caporal est mis aux arrêts avec huit autres supposés meneurs. Lui seul sera condamné à mort par le conseil de guerre du 10 juin (il aurait frappé deux soldats s'opposant aux mutins). Pétain, qui commandait alors les armées, avait peur que les mutineries ne se propagent ; le président Poincaré refuse la grâce le 16. 
Des scènes similaires se déroulent à Maizy :  cinq soldats sont jugés et condamnés, un sera gracié, trois exécutés. Le cinquième s'évadera et sera caché à Pargnan dans la creute d'une famille amie.
Enfin, il reste les traces d'une église cryptique camouflée à l'arrière d'une maison particulière. Encore visible avec ses stalles vidées de leur statue, ses niches pour les lampes à huile ou les bougeoirs. Cette église a abrité les messes aux croyants après les bombardements meurtriers de 1917 qui visaient notamment à la destruction des monuments français dont les églises (Vailly, Soupir, Reims…).
Pargnan depuis, s'est reconstruite. Ses coteaux ensoleillés s'illuminent au printemps sous l'explosion des lilas. Sa vue panoramique reste un éblouissement de chaque jour. Les hommes ont passé mais leurs âmes et leurs esprits marquent encore ce pays-paysage, ce terroir dont il reste encore des secrets à percer et des récits de vie à découvrir.

## Politique et administration

### Découpage territorial
La commune de Pargnan est membre de la communauté de communes du Chemin des Dames, un établissement public de coopération intercommunale (EPCI) à fiscalité propre créé le 29 décembre 1995 dont le siège est à Craonne. Ce dernier est par ailleurs membre d'autres groupements intercommunaux.
Sur le plan administratif, elle est rattachée à l'arrondissement de Laon, au département de l'Aisne et à la région Hauts-de-France. Sur le plan électoral, elle dépend du canton de Villeneuve-sur-Aisne pour l'élection des conseillers départementaux, depuis le redécoupage cantonal de 2014 entré en vigueur en 2015, et de la première circonscription de l'Aisne  pour les élections législatives, depuis le dernier découpage électoral de 2010.

### Administration municipale
Le nombre d'habitants de la commune étant inférieur à 100, le nombre de membres du conseil municipal est de 7.

#### Liste des maires
| Période                                  | Période                       | Identité           | Étiquette | Qualité                                      |
| ---------------------------------------- | ----------------------------- | ------------------ | --------- | -------------------------------------------- |
| Les données manquantes sont à compléter. |                               |                    |           |                                              |
| avant 1988                               | avril 2014                    | Robert Rousseaux   |           |                                              |
| avril 2014                               | En cours (au 13 juillet 2020) | Bertrand Caramelle | SE        | Fonctionnaire Réélu pour le mandat 2020-2026 |

## Démographie
L'évolution du nombre d'habitants est connue à travers les recensements de la population effectués dans la commune depuis 1793. Pour les communes de moins de 10 000 habitants, une enquête de recensement portant sur toute la population est réalisée tous les cinq ans, les populations de référence des années intermédiaires étant quant à elles estimées par interpolation ou extrapolation. Pour la commune, le premier recensement exhaustif entrant dans le cadre du nouveau dispositif a été réalisé en 2004.

En 2022, la commune comptait 66 habitants, en évolution de −13,16 % par rapport à 2016 (Aisne : −1,97 %, France hors Mayotte : +2,11 %).
| 1793 | 1800 | 1806 | 1821 | 1831 | 1836 | 1841 | 1846 | 1851 |
| ---- | ---- | ---- | ---- | ---- | ---- | ---- | ---- | ---- |
| 231  | 244  | 260  | 273  | 258  | 280  | 248  | 253  | 258  |

| 1856 | 1861 | 1866 | 1872 | 1876 | 1881 | 1886 | 1891 | 1896 |
| ---- | ---- | ---- | ---- | ---- | ---- | ---- | ---- | ---- |
| 240  | 218  | 211  | 188  | 209  | 184  | 189  | 200  | 179  |

| 1901 | 1906 | 1911 | 1921 | 1926 | 1931 | 1936 | 1946 | 1954 |
| ---- | ---- | ---- | ---- | ---- | ---- | ---- | ---- | ---- |
| 173  | 175  | 165  | 148  | 116  | 110  | 113  | 95   | 124  |

| 1962 | 1968 | 1975 | 1982 | 1990 | 1999 | 2004 | 2006 | 2009 |
| ---- | ---- | ---- | ---- | ---- | ---- | ---- | ---- | ---- |
| 88   | 57   | 45   | 47   | 35   | 39   | 58   | 58   | 64   |

| 2014 | 2019 | 2022 | - | - | - | - | - | - |
| ---- | ---- | ---- | - | - | - | - | - | - |
| 75   | 68   | 66   | - | - | - | - | - | - |

## Lieux et monuments
- L'église Saint-Rémi de Pargnan.
- Le château de Pargnan.
- Le monument aux morts (plaque commémorative) sur la mairie.
- Des tombes militaires françaises et du Commonwealth au cimetière communal.

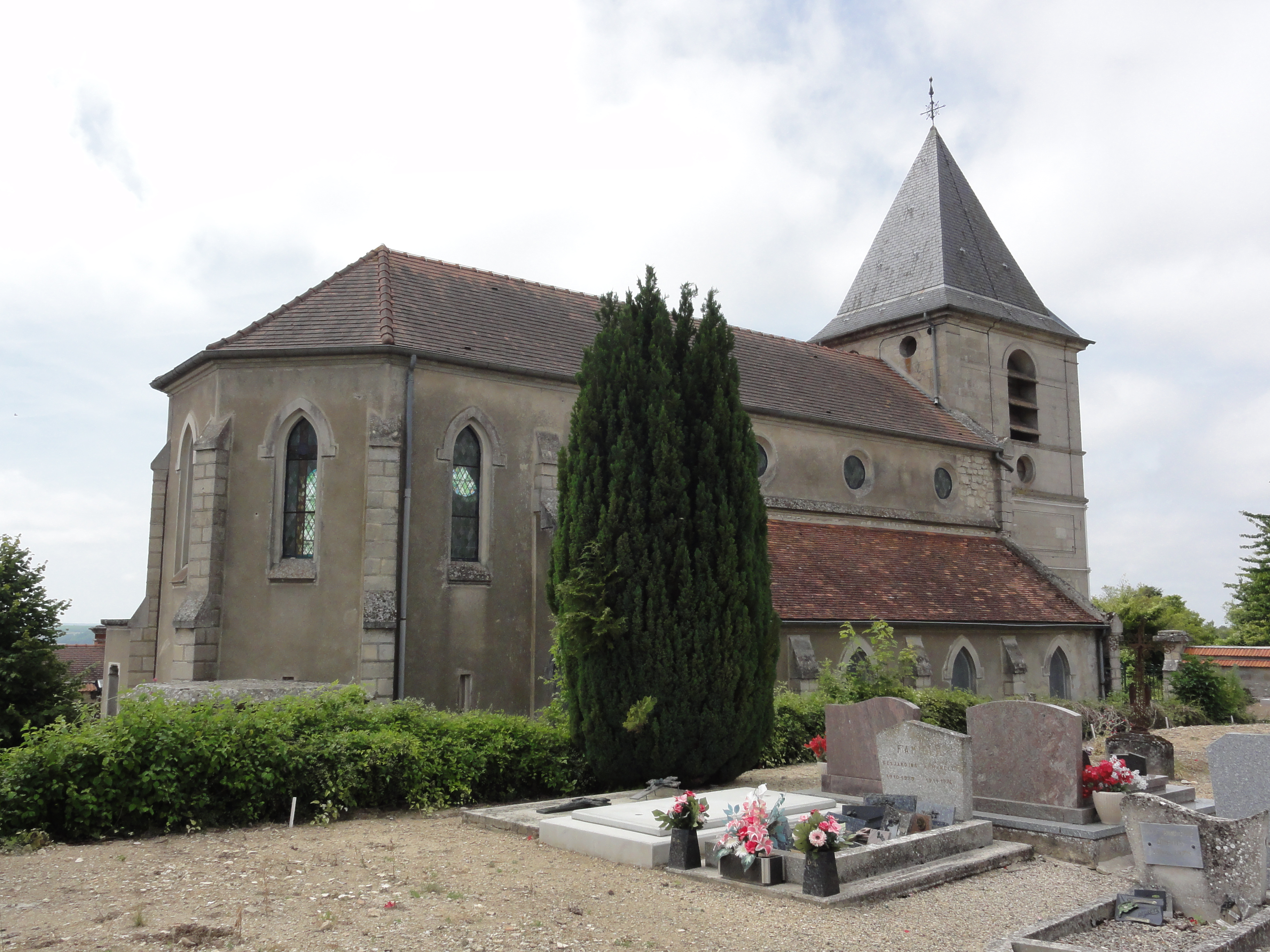
Église Saint-Rémi.
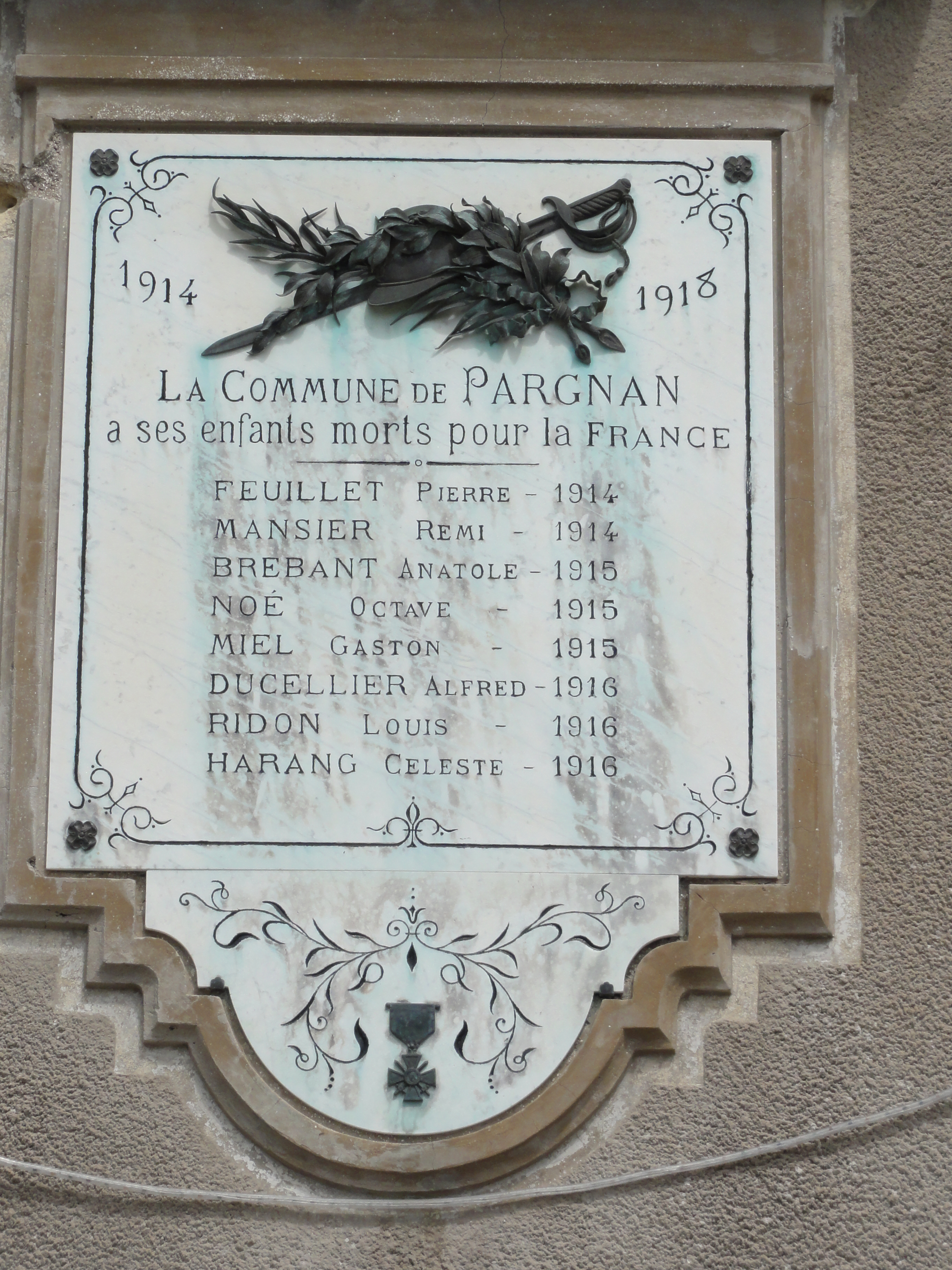
Monument aux morts (plaque sur la mairie).
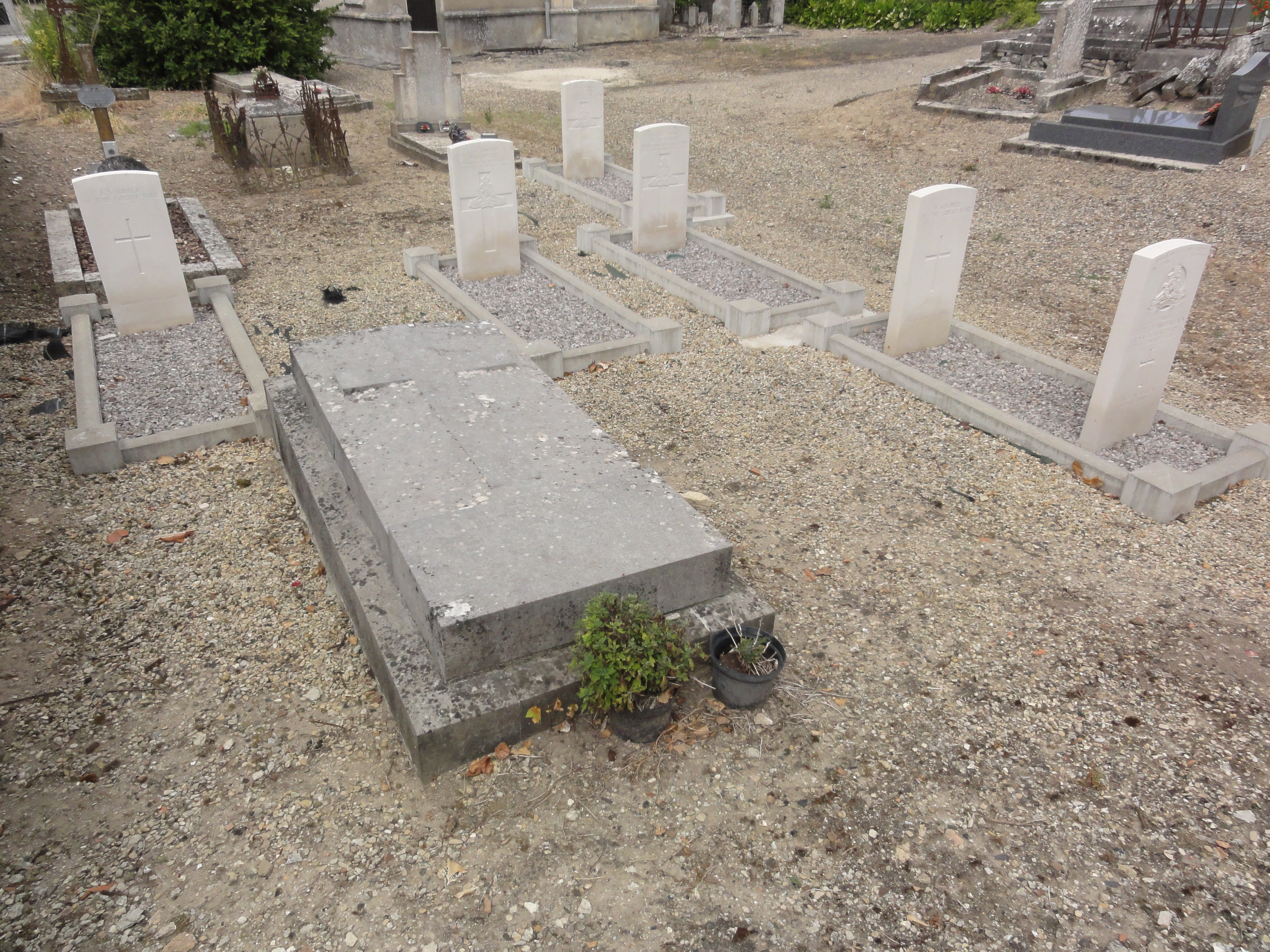
Un groupe de tombes militaires de la CWCG.

## Personnalités liées à la commune
En 1906, Gabriel Hanotaux s'installe à Pargnan dans le château des « Bignicourt », maison qu'il rachète au sieur Oudin. Diplomate, historien et homme politique, grand croix de la Légion d'honneur, Gabriel Hanotaux a 53 ans et déjà une longue carrière derrière lui. Fils d'un notaire de Beaurevoir, ce républicain de cœur a été chef de cabinet du président du Conseil Jules Ferry à 30 ans, député de l'Aisne à 33 ans. Négociateur du traité commercial France-Canada, il devient ministre des Affaires étrangères à 41 ans, en 1894. Admis à l'Académie Française en 1897 où il occupera le fauteuil d'Ernest Renan, il représente la France à la Société des Nations de 1920 à 1923. Pargnan lui doit sa mairie actuelle : après-guerre, il rachètera des terrains et fera édifier une nouvelle école-mairie, sur les ruines d'une ancienne maison particulière.